# Colonia de Groenlandia
La Colonia de Groenlandia fue una colonia del Reino de Dinamarca creada en 1950 con la unión de Groenlandia del Sur y Groenlandia del Norte, la cual fue gobernada por un solo gobernador.
En 1953, la colonia de Dinamarca fue convertida en un Amt.